# ABA Liga Top Prospect
L'ABA Liga Top Prospect è il riconoscimento conferito annualmente dalla ABA Liga al miglior Under-22 della stagione.
È stato istituito nel 2013 come Most Improved Player award, ma ha assunto la denominazione attuale la stagione successiva.

## Vincitori
| Stagione  | Nazionalità          | Giocatore         | Squadra                      |
| --------- | -------------------- | ----------------- | ---------------------------- |
| 2013-2014 | Croazia              | Dario Šarić       | Cibona Zagabria              |
| 2014-2015 | Serbia               | Nikola Jokić      | Mega Belgrado                |
| 2015-2016 | Croazia              | Ante Žižić        | Cibona Zagabria              |
| 2016-2017 | Australia            | Jonah Bolden      | FMP Belgrado                 |
| 2017-2018 | Bosnia ed Erzegovina | Džanan Musa       | Cedevita Junior              |
| 2018-2019 | Georgia              | Goga Bitadze      | Budućnost                    |
| 2019-2020 | Non assegnato        | Non assegnato     | Non assegnato                |
| 2020-2021 | Serbia               | Filip Petrušev    | Mega Belgrado                |
| 2021-2022 | Serbia               | Nikola Jović      | Mega Belgrado                |
| 2022-2023 | Serbia               | Nikola Đurišić    | Mega Belgrado                |
| 2023-2024 | Serbia               | Nikola Topić      | Mega Belgrado / Stella Rossa |
| 2024-2025 | Serbia               | Bogoljub Marković | Mega Belgrado                |